# Svatyně svatého Ondřeje Boboly
Svatyně svatého Ondřeje Boboly, polsky Sanktuarium św. Andrzeja Boboli w Warszawie, je kostel stojící na křižovatce Boboly a Rakowiecka (číslo 61) v okrese Mokotów ve Varšavě.
Svatyně byla postavena v letech 1980-1989 na místě jezuitské zahrady a kaple, kde od roku 1938 byly uloženy ostatky Ondřeje Boboly.

## Historie
1. prosince 1935 zde byl otevřen Dům Tovaryšstva Ježíšova, který byl založen papežem Piem XI. Relikty Ondřeje Boboly tam byly umístěny 20. června 1938. 2. srpna 1944, druhý den Varšavského povstání, v suterénu domu Němci zavraždili 44 Poláků, včetně 8 kněží a 8 bratři Tovaryšstva Ježíšova a 28 laiků. Po válce byla místnost, ve které masakr proběhl, přeměněna na kapli a pozůstatky obětí pohřbeny pod podlahou.
Farnost vznikla ke dni 1. ledna 1953, ale vládní svolení postavit kostel z roku 1957 bylo zrušeno v roce 1958 a až do 19. května 1980 farnost nedostala povolení. 13. června 1980 primas Stefan Wyszyński vysvětil místo pro stavbu svatyně, a 15. října 1980 byl položen základní kámen posvěcený v Římě papežem. 17. dubna 1988 byla celebrována první mše primasem Józefem Glempem, a v lednu 1989 byla oficiálně dokončena výstavba kostela.

## Popis
Architektem stavby byl Bohdan Madejowski. Vitráže oken jsou dílo Teresy Reklewské. Před svatyní je kříž, přenesený z automobilky FSO, kterému hrozilo zničení po vyhlášení stanného práva dne 13. prosince 1981. Oběti německého masakru 2. srpna 1944 připomínají dvě plakety.

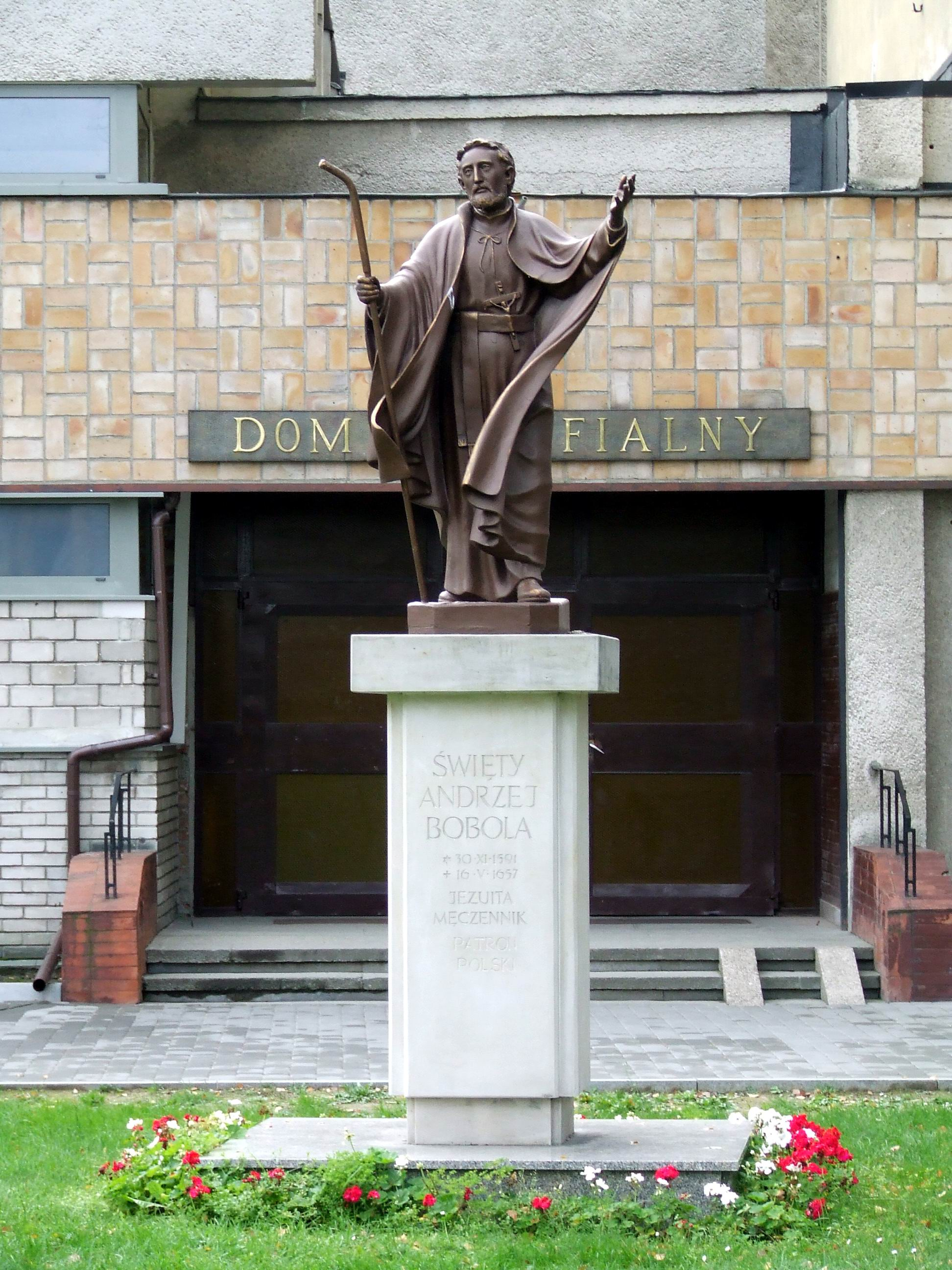
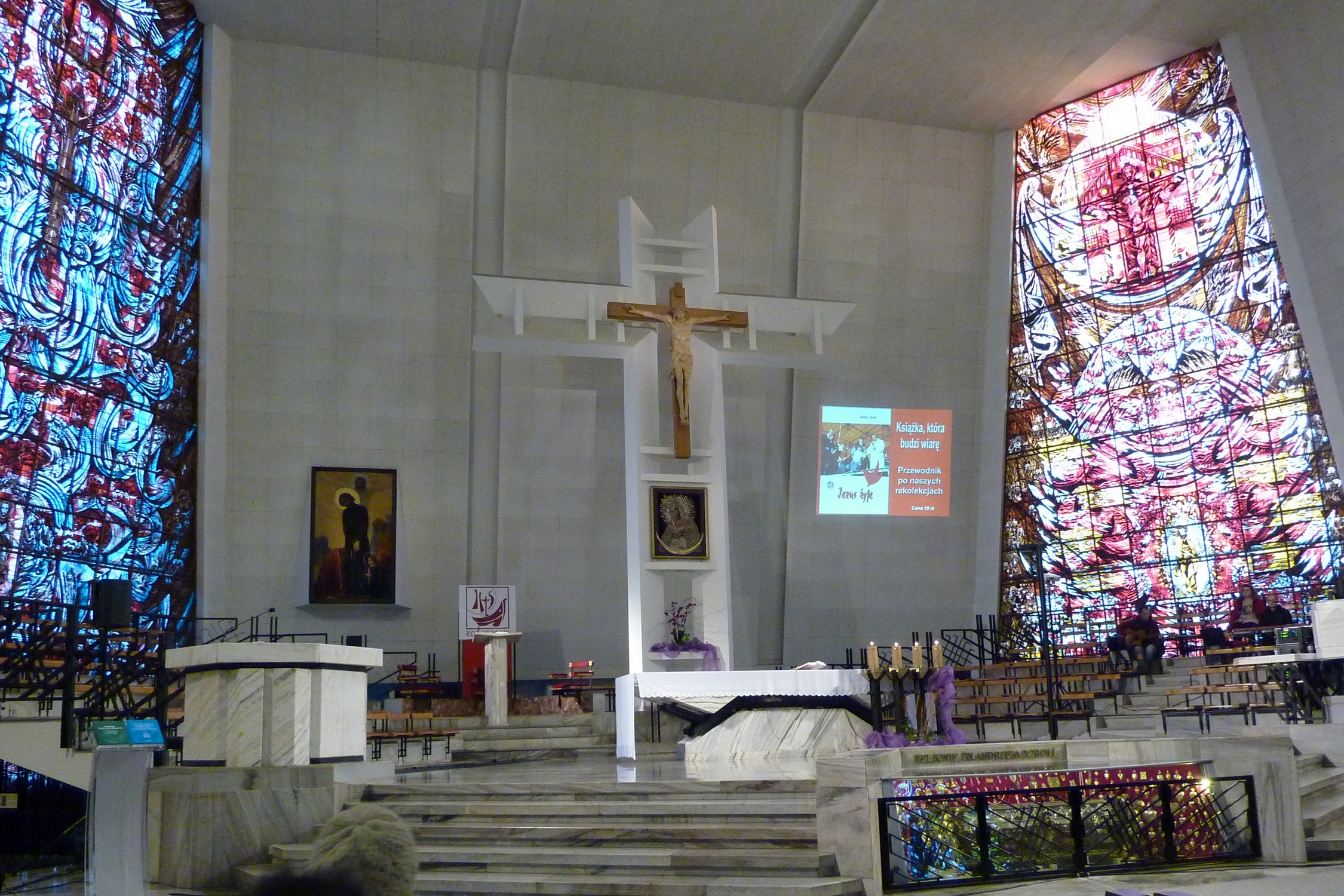
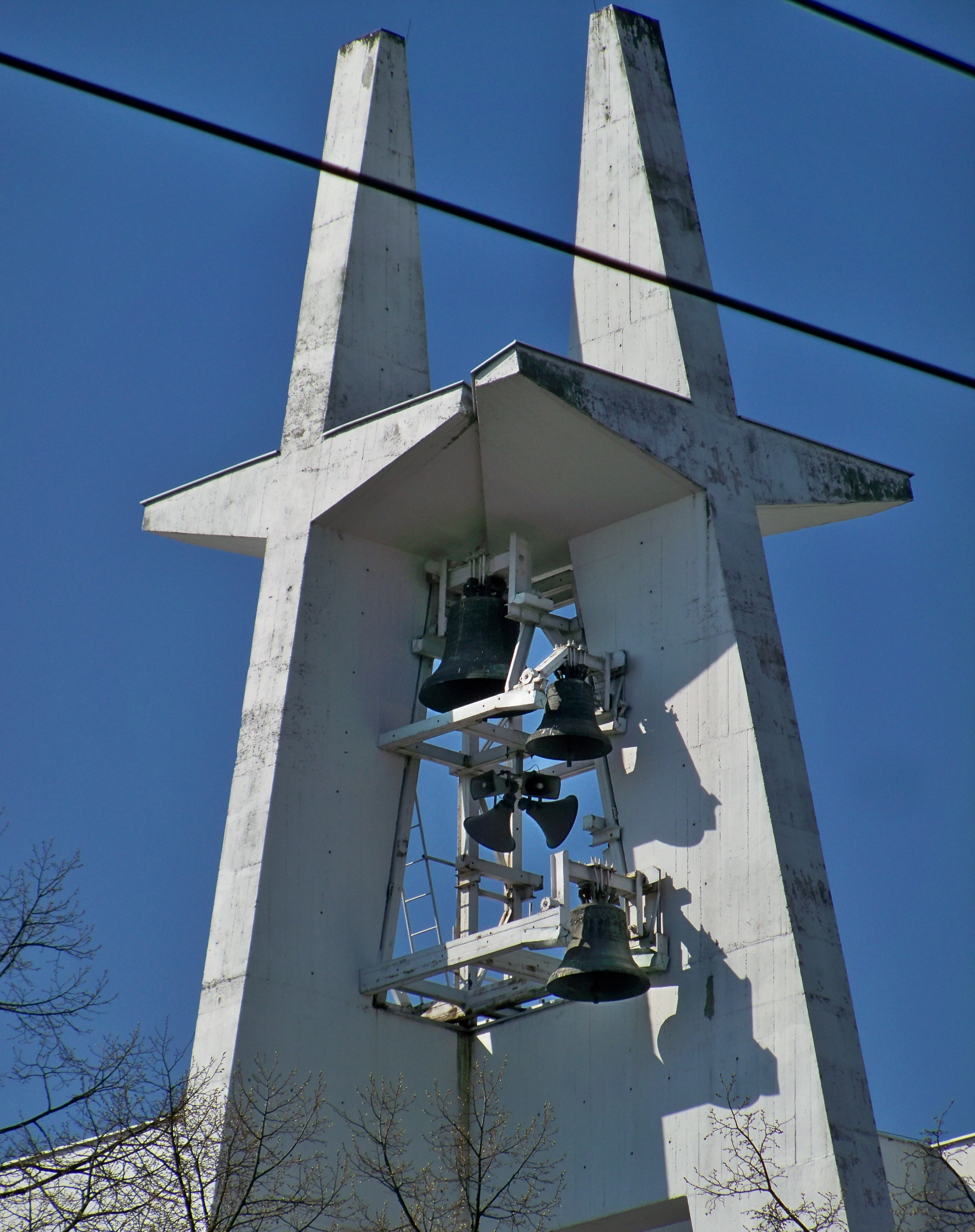